# Acacia cincinnata
Acacia cincinnata é uma espécie de leguminosa do gênero Acacia, pertencente à família Fabaceae.